# Syncratus paroecus
Syncratus paroecus är en fjärilsart som beskrevs av Ralph S. Common 1965. Syncratus paroecus ingår i släktet Syncratus och familjen vecklare. Inga underarter finns listade i Catalogue of Life.